# Geoffrey de Vinsauf
Geoffrey de Vinsauf, ou encore Geoffroi de Vinsauf, Galfridus de Vinosalvo, Geoffroy de Winesalf, surnommé aussi Gaufridus Anglicus, est un poète, chroniqueur et écrivain anglais qui a vécu entre la seconde moitié du XIIe siècle et la première moitié du XIIIe siècle.

## Biographie
On ignore presque tout de cet auteur : sa famille est originaire de Normandie ; il fait ses études à Oxford et devient professeur à Northampton puis à Bologne ; il séjourne à Rome où il rencontre le pape Innocent III ; il enseigne probablement dans les écoles parisiennes.
Loyal sujet du roi Richard Ier, il l'accompagne lors de la troisième croisade et lui consacre une complainte funèbre : Historia seu itinerarium Ricardi. 
Fort bien traité par Innocent III, il lui demanda de faire cesser l'interdit sur le royaume d'Angleterre.

## Ouvrages
Il est l'auteur d'un art poétique, Poetria nova ; ce poème de 2116 hexamètres latins, écrit entre 1208 et 1213, est dédié à l'archevêque de Reims Guillaume aux Blanches Mains et au pape Innocent III. Plus de cent manuscrits en sont conservés, et le poème fait l'objet de nombreux commentaires.
Un traité sur le vin lui est attribué : Tractacus de vino et ejus proprietate, imprimé à Rome par  Johann Besicken et Sigismundus Mayer vers 1495. Il s'agit d'un des premiers livres imprimé sur le vin. Ce traité en 21 articles donne des règles et des préceptes de vinification. Cependant, cette attribution est peu sûre et pourrait s'appuyer sur un jeu avec le nom Vinsauf.